# چرچ، نوول
چرچ (به انگلیسی: Church Knowle) یک روستا و محله مدنی در بریتانیا است که در Purbeck واقع شده‌است. چرچ ۲۶۱ نفر جمعیت دارد.